# Saint-Sylvestre (Haute-Vienne)
Saint-Sylvestre is een gemeente in het Franse departement Haute-Vienne (regio Nouvelle-Aquitaine) en telt 776 inwoners (2004). De plaats maakt deel uit van het arrondissement Limoges.
In de gemeente lag de de Abdij van Grandmont, die in de 12e eeuw werd gesticht en in de 18e eeuw werd afgeschaft. In de kerk van Saint-Sylvestre wordt een reliekbuste van de heilige Stefanus van Muret, de stichter van de Orde van Grandmont, bewaard.

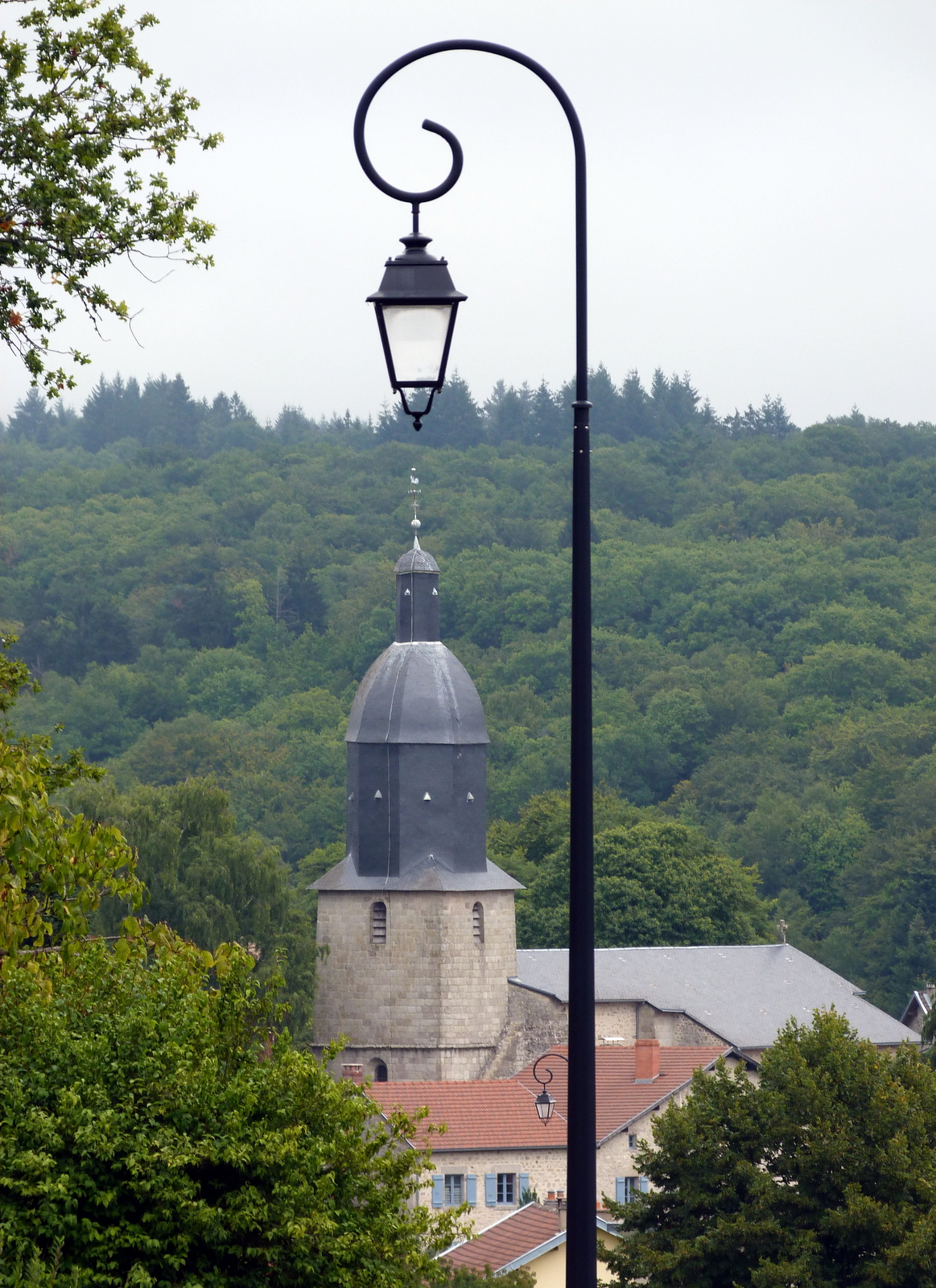
Kerk van Saint-Sylvestre
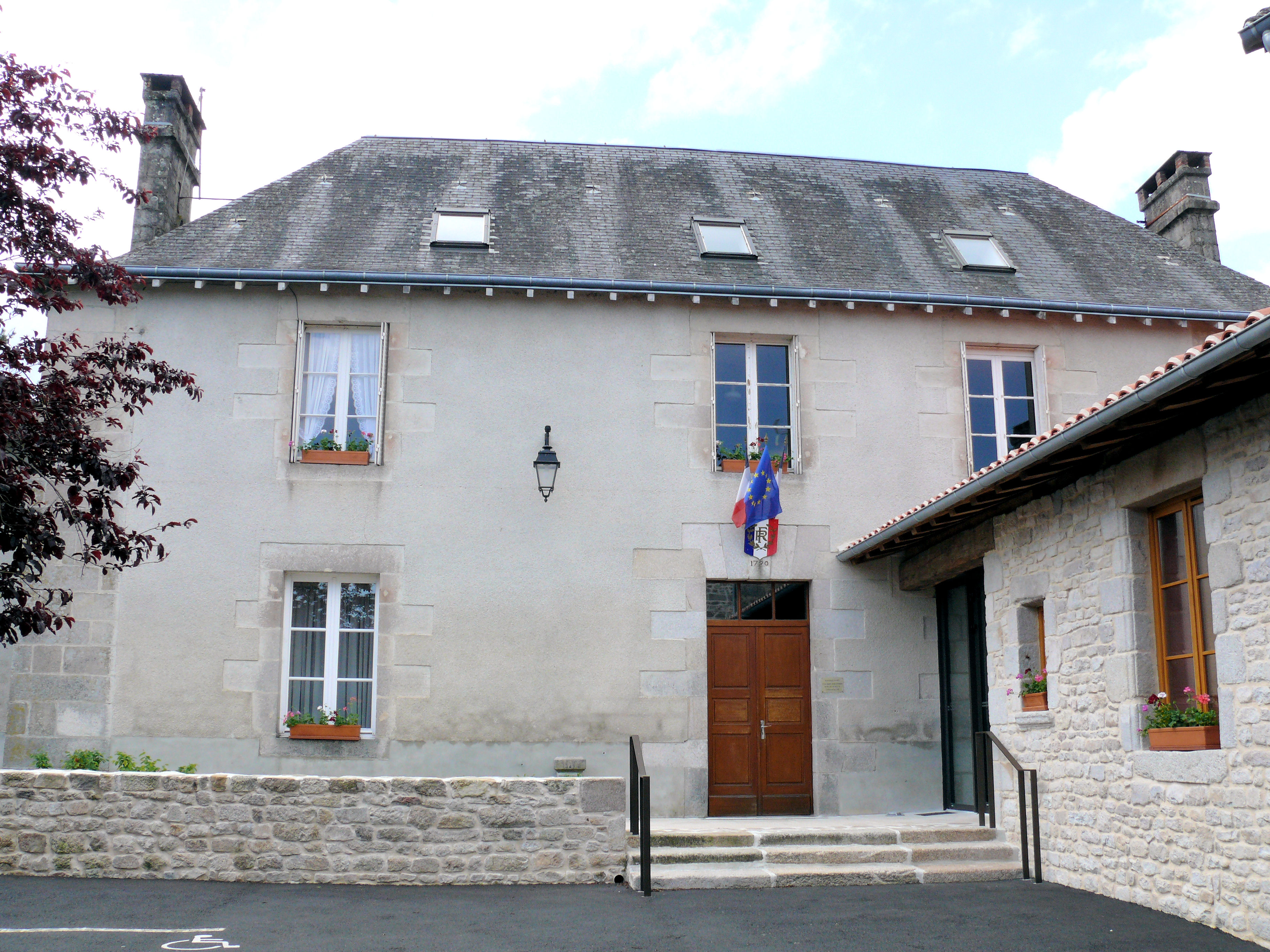
Gemeentehuis
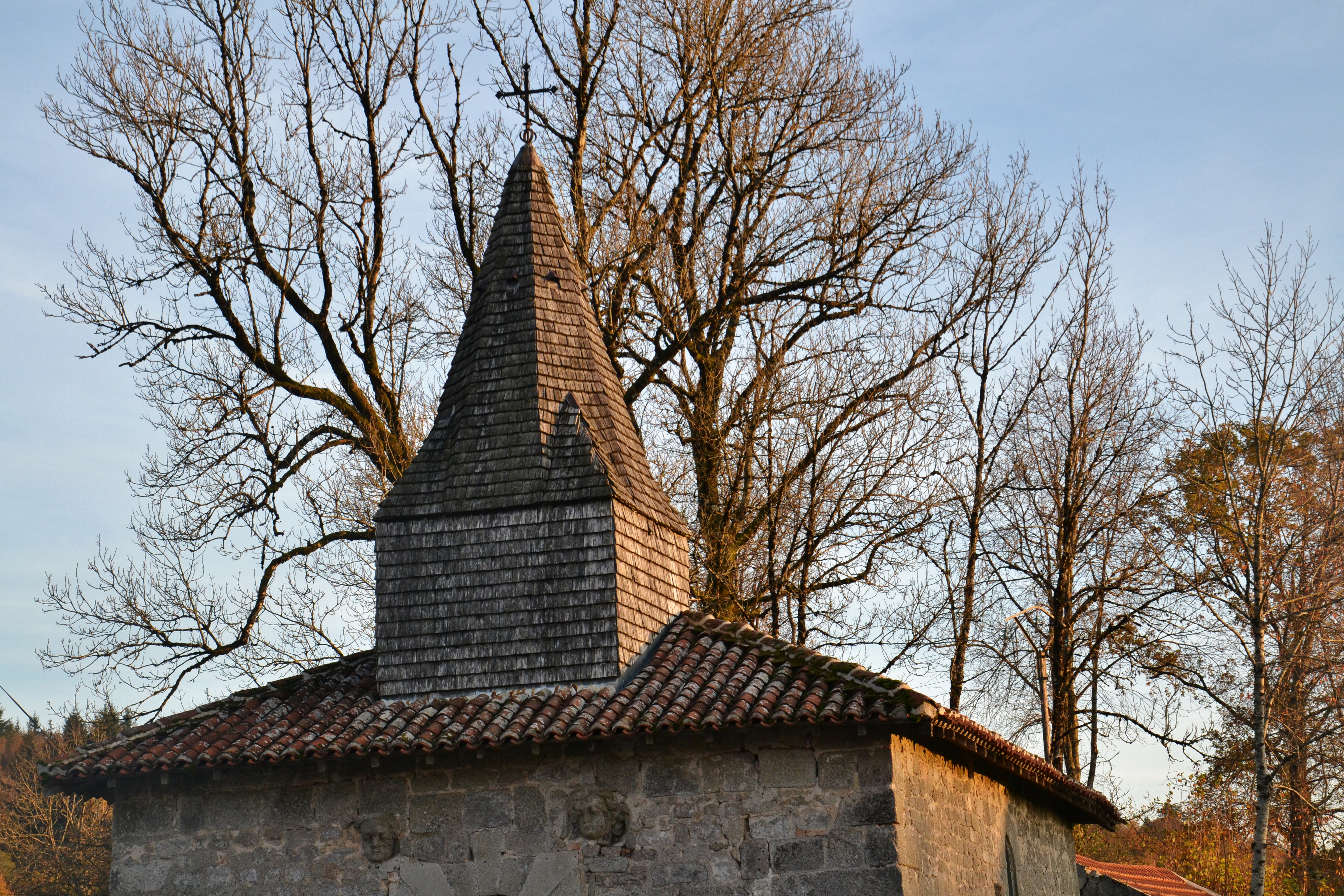
Kapel de Grandmont, Saint-Sylvestre

## Geografie
De oppervlakte van Saint-Sylvestre bedraagt 30,4 km², de bevolkingsdichtheid is 25,5 inwoners per km².
De onderstaande kaart toont de ligging van Saint-Sylvestre (Haute-Vienne) met de belangrijkste infrastructuur en aangrenzende gemeenten.

## Demografie
Onderstaande figuur toont het verloop van het inwonertal (bron: INSEE-tellingen).